# Expedició 24

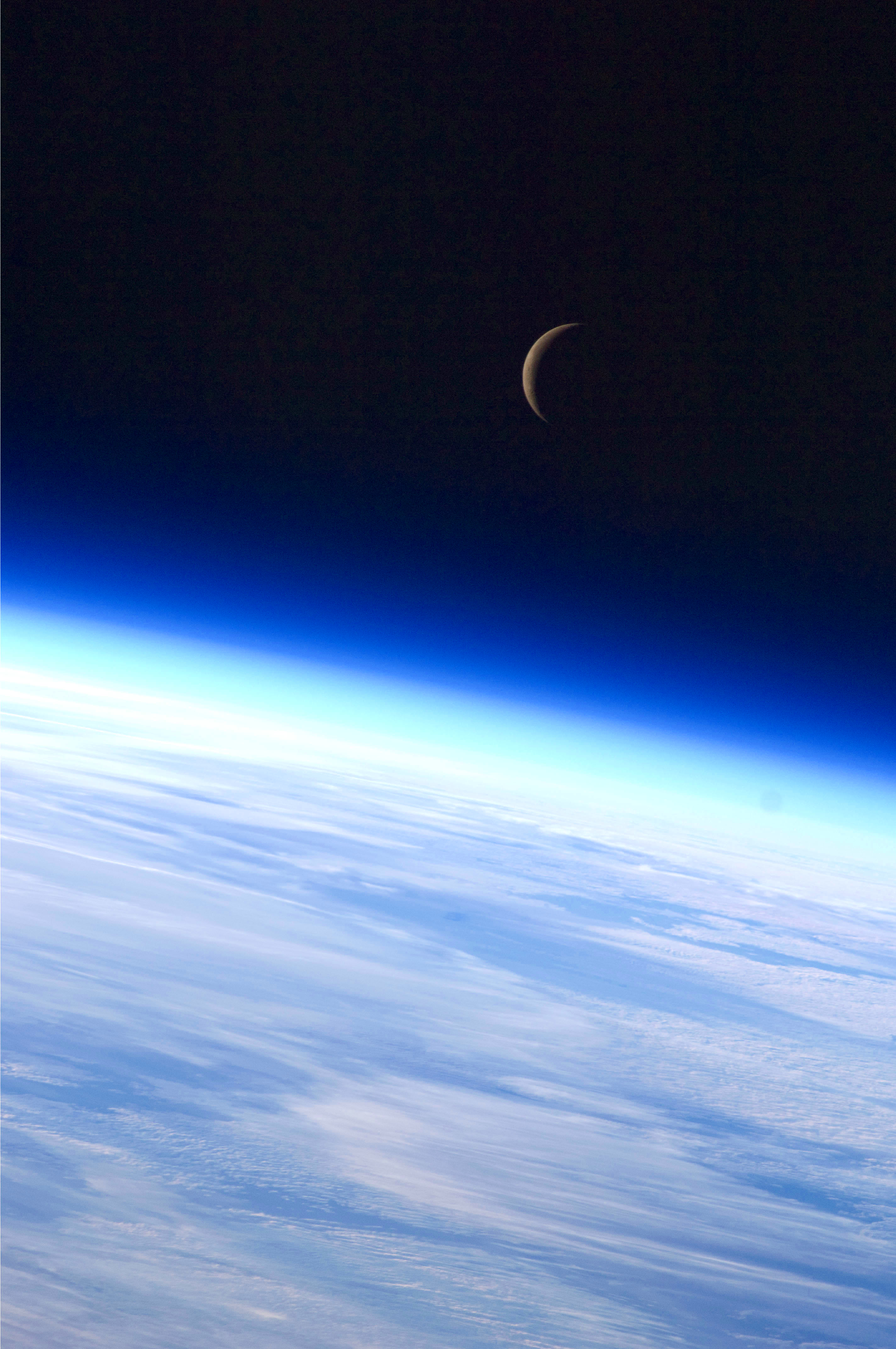
Un últim quart de lluna creixent sobre l'horitzó de la Terra com es mostra en aquesta imatge fotografiada per un tripulant de l'Expedició 24.

L'Expedició 24 va ser la 24a estada de llarga durada a l'Estació Espacial Internacional (ISS). L'Expedició 24 hi havia planejat dos passeigs espacials, un de rus i l'altre americà. L'EVA americà va ser reprogramat i es va afegir un segon EVA americà.

## Tripulació
| Posició           | Primera part (Juny de 2010)                   | Segona part (Juny de 2010 a setembre de 2010) |
| ----------------- | --------------------------------------------- | --------------------------------------------- |
| Comandant         | Aleksandr Skvortsov, RSA Primer vol espacial  | Aleksandr Skvortsov, RSA Primer vol espacial  |
| Enginyer de Vol1  | Mikhaïl Kornienko, RSA Primer vol espacial    | Mikhaïl Kornienko, RSA Primer vol espacial    |
| Enginyer de Vol 2 | Tracy Caldwell Dyson, NASA Segon vol espacial | Tracy Caldwell Dyson, NASA Segon vol espacial |
| Enginyer de Vol 3 |                                               | Fiódor Iurtxikhin, RSA Tercer vol espacial    |
| Enginyer de Vol 4 |                                               | Shannon Walker, NASA Primer vol espacial      |
| Enginyer de Vol 5 |                                               | Douglas H. Wheelock, NASA Segon vol espacial  |

FontNASA

### Tripulació de reserva
- Mikhaïl Tiurin
- Aleksandr Samokutyayev
- Scott J. Kelly
- Andrei Borissenko
- Paolo Nespoli
- Catherine Coleman

## Incidents

### Mòdul de bombament d'amoníac
En el 31 de juliol de 2010, l'Expedició 24 va ser despertada per una alarma a l'estació. L'alarma va ser causada per una bomba de refrigeració que havia fallat i un Remote Power Controller va tallar l'energia en part de l'Estació Espacial Internacional (ISS). Els astronautes Tracy Caldwell Dyson i Doug Wheelock van realitzar alguns passos per ajudar els controladors de terra a tornar a alimentar alguns dels components de l'estació, com ara dos busos d'alimentació principals i un Control Moment Gyroscope. Després dels passos fossin completats, el Capcomm James Kelly va dir a la tripulació que podien tornar al llit, ja que tot el treball requerit per la tripulació de l'ISS va ser completat. Poc temps després, una altra alarma va sonar i va despertar a la tripulació, quan el control de terra va tractar de reiniciar el mòdul de la bomba.

### Anell d'acoblament
Un problema en l'anell d'acoblament en el Mini-Research Module 2 (MRM2) del Poisk, va causar un retard en l'aterratge programat de la nau Soiuz TMA-18. La Soiuz TMA-18 estava programada en un principi per desacoblar-se i aterrar el 24 de setembre de 2010, però ho va fer 24 hores després, en el 25 de setembre de 2010. Es va creure que l'error era una indicació errònia d'un micro-interruptor a l'escotilla entre la Soiuz i el MRM2. Un engranatge d'accionament, que està relacionada amb el mecanisme d'acoblament també es va trobar que tenia dues dents trencades, i es creu que estava relacionat amb el problema.

## Passeigs espacials

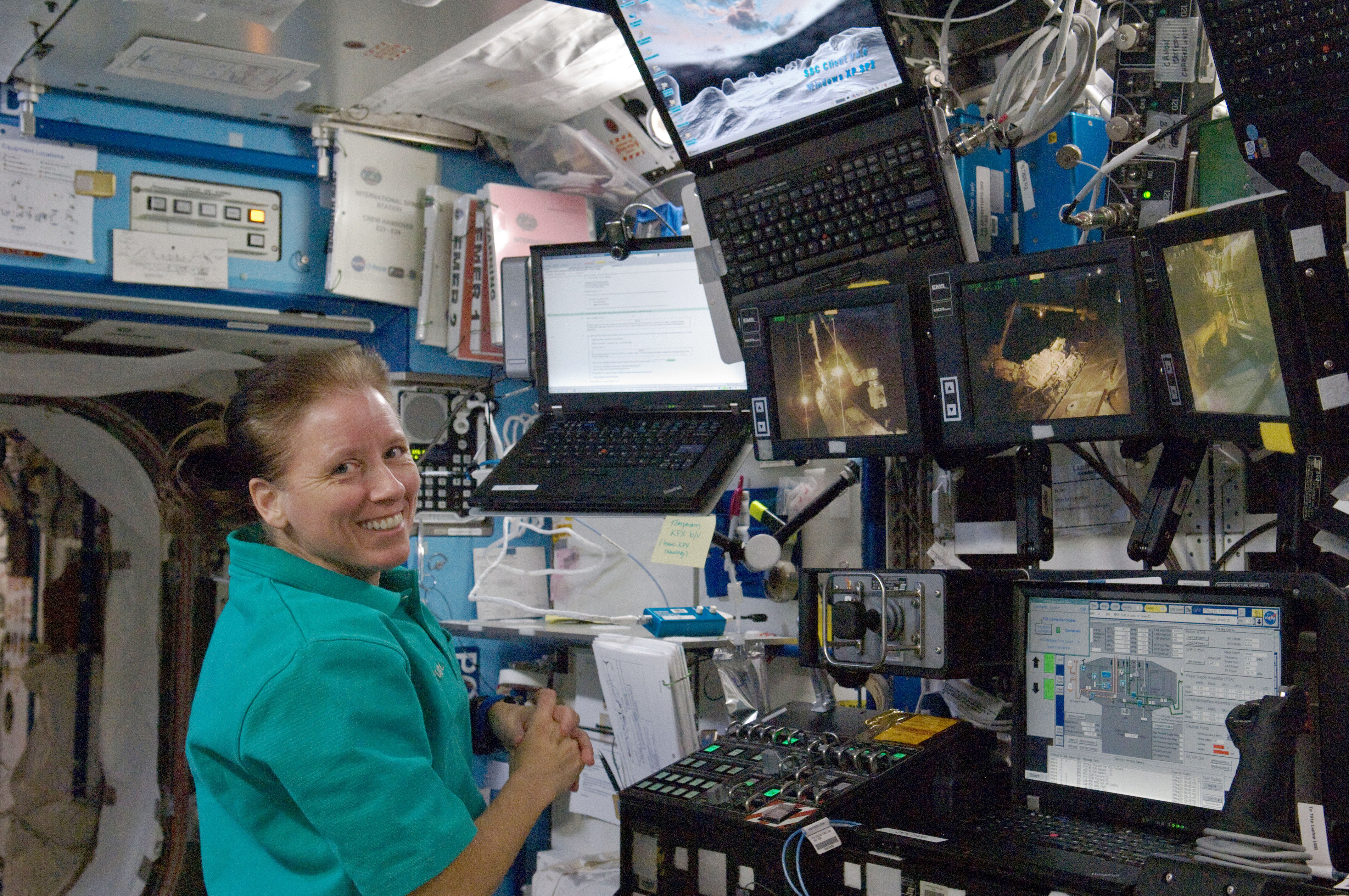
Shannon Walker a prop de l'estació de treball robòtica en el laboratori Destiny durant l'EVA 2 en el 7 d'agost de 2010.

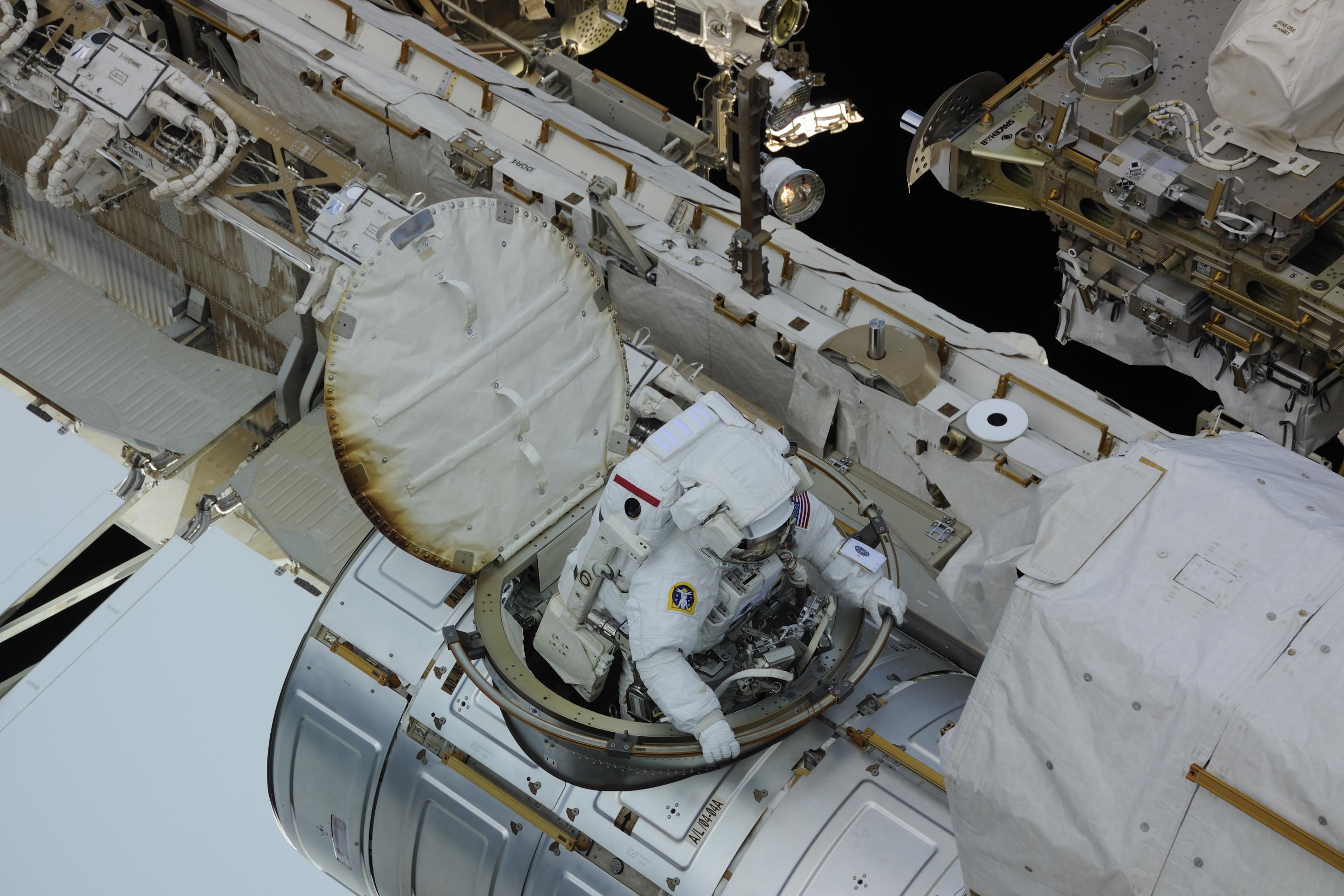
Wheelock va engreixar l'escotilla de la cambra d'aire del Quest en l'ISS durant l'EVA 3 en l'11 d'agost de 2010.

Es van planificar tres passeigs espacial, un amb vestit espacial Orlan i dos amb el Extravehicular Mobility Units (EMUs) americà. No obstant això, es van afegir tasques addicionals per retirar i substituir un mòdul de bomba d'amoníac avariat.
| Missió               | Astronautes | Inici (UTC)                | Fi (UTC)                   | Duració           |
| -------------------- | --- | -------------------------- | -------------------------- | ----------------- |
| Expedició 24 EVA 1 ‡ | Mikhaïl Kornienko Fiódor Iurtxikhin | 27 de juliol de 2010 04:11 | 27 de juliol de 2010 10:53 | 6 hores 42 minuts |
| Expedició 24 EVA 1 ‡ | Korniyrnko i Iurtxikhin van posar tres cables de dades entre el Rassvet i el Zvezda, dirigint-los al mòdul Zarià. També es van passar cables entre el Rassvet i el Zarià. Llavors van traslladar una càmera a l'exterior del Rassvet, del zenit o part lateral cap a l'espai al nadir o cara terrestre. Com a tasca final, en Iurtxikhin i Kornienko van substituir una càmera utilitzada en l'acoblament dels vehicles de transferència automatitzats europeus a l'estació. |                            |                            |                   |
| Expedició 24 EVA 2   | Douglas Wheelock Tracy Caldwell Dyson | 7 d'agost de 2010 11:19    | 7 d'agost de 2010 19:22    | 8 hores 3 minuts  |
| Expedició 24 EVA 2   | Wheelock i Caldwell Dyson van desconnectar els connectors elèctrics i de fluidrs. Els astronautes no va poder completar totes les tasques planejades a causa d'una desconnexió ràpida que es va encallar i no es va solucionar. Els dos astronautes van haver d'inspeccionar que no hi havia amoníac en els seus vestits abans de tornar a entrar a l'Estació Espacial. |                            |                            |                   |
| Expedició 24 EVA 3   | Douglas Wheelock Tracy Caldwell Dyson | 11 d'agost de 2010 12:27   | 11 d'agost de 2010 19:53   | 7 hores 26 minuts |
| Expedició 24 EVA 3   | En Wheelock va tancar amb èxit la vàlvula de desconnexió ràpida pel quart i últim connector de fluids per la bomba avariada, i es va separar de la línia de fluids de la bomba avariada. En Caldwell Dyson va passar 5 cables elèctrics i de dades, mentre que Wheelock va trencar el parell i va retirar quatre perns de la bomba avariada. La bomba va ser extreta de l'estructura integrada mitjançant l'ús d'una barra de ganxo i es va instal·lar en un suport de càrrega útil en el Mobile Base System de l'estructura de l'estació. En Caldwell Dyson llavors va preparar la bomba de recanvi per a la propera instal·lació, desconnectant tres dels cinc cables elèctrics i reconfigurant l'aïllament. |                            |                            |                   |
| Expedició 24 EVA 4   | Douglas Wheelock Tracy Caldwell Dyson | 16 d'agost de 2010 10:20   | 16 d'agost de 2010 17:40   | 7 hores 20 minuts |
| Expedició 24 EVA 4   | En Wheelock va retirar el mòdul de la bomba de recanvi des d'una plataforma d'emmagatzemament. El mòdul de la bomba va ser instal·lat amb èxit en l'estructura S1 després que en Wheelock posés quatre perns i en Caldwell Dyson afegís cinc connectors elèctrics. |                            |                            |                   |

‡ denota les caminades espacials realitzades des del compartiment d'acoblació de la Pirs en vestits Orlan russos.

## Galeria

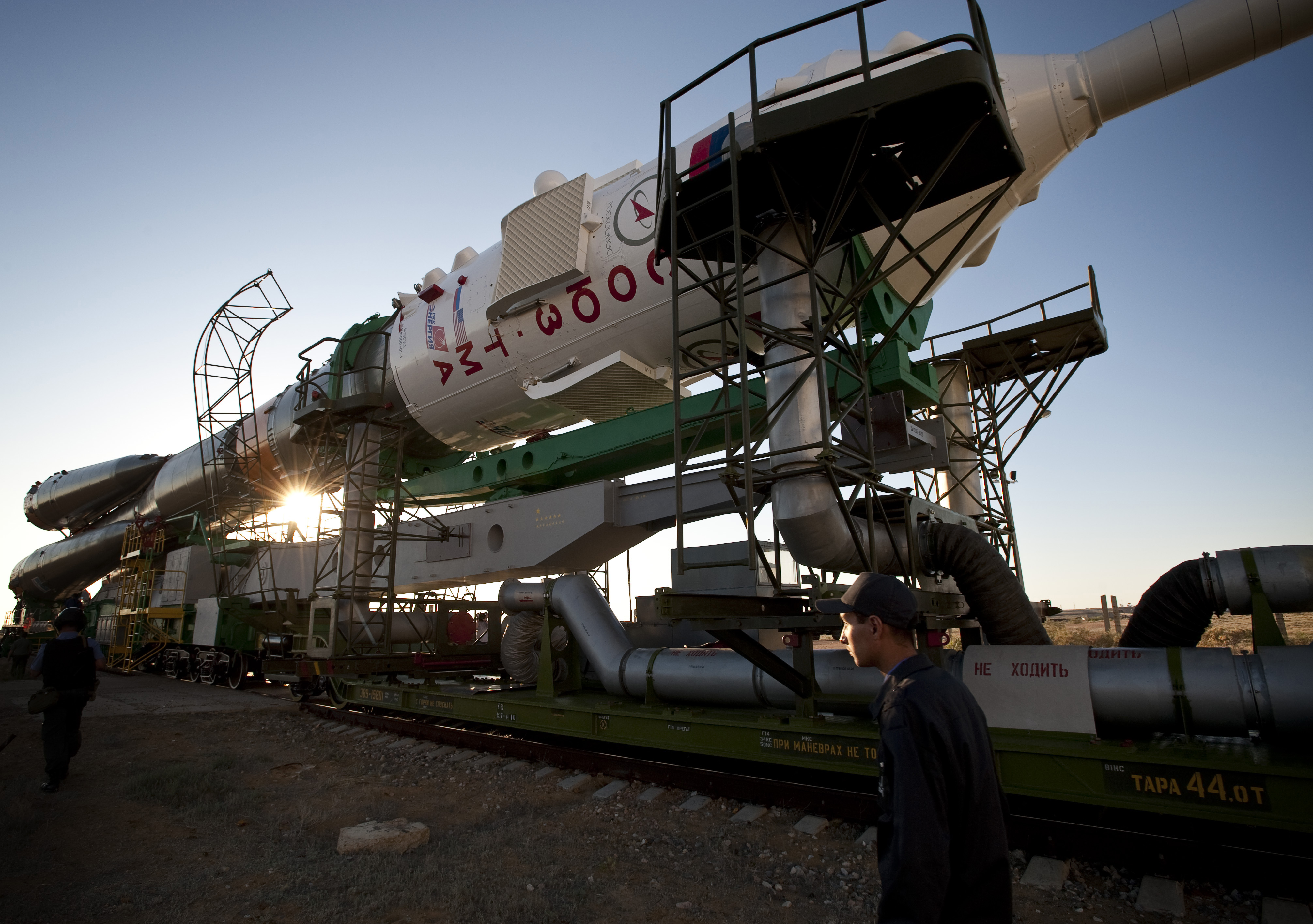
La nau Soiuz TMA-19 fou remolcada en tren cap a la plataforma de llançament al Cosmòdrom de Baikonur, Kazakhstan en preparació pel llançament de l'Expedició 24.
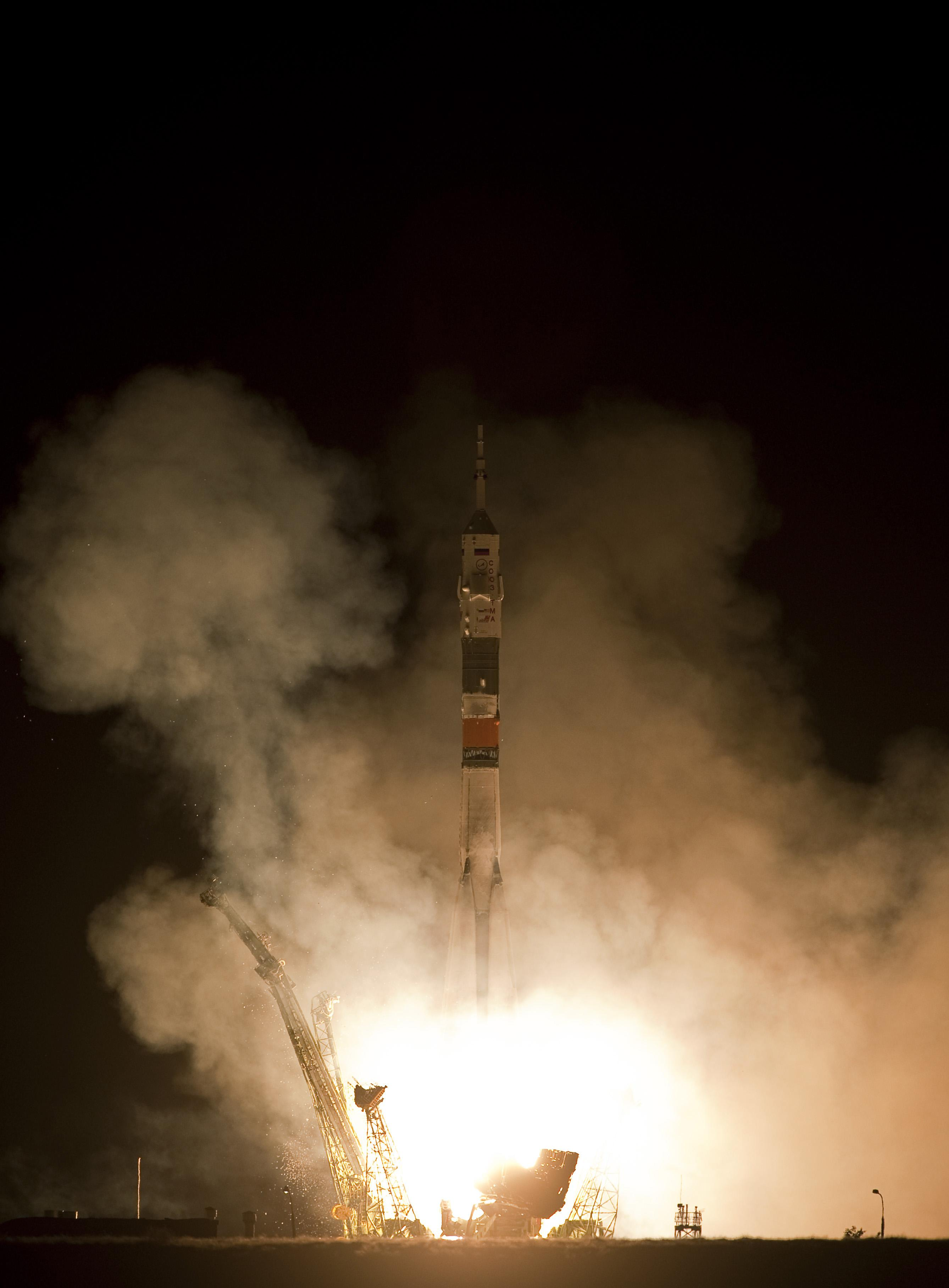
El Soiuz TMA-19 es va llançar el dimecres, 16 de juny de 2010.
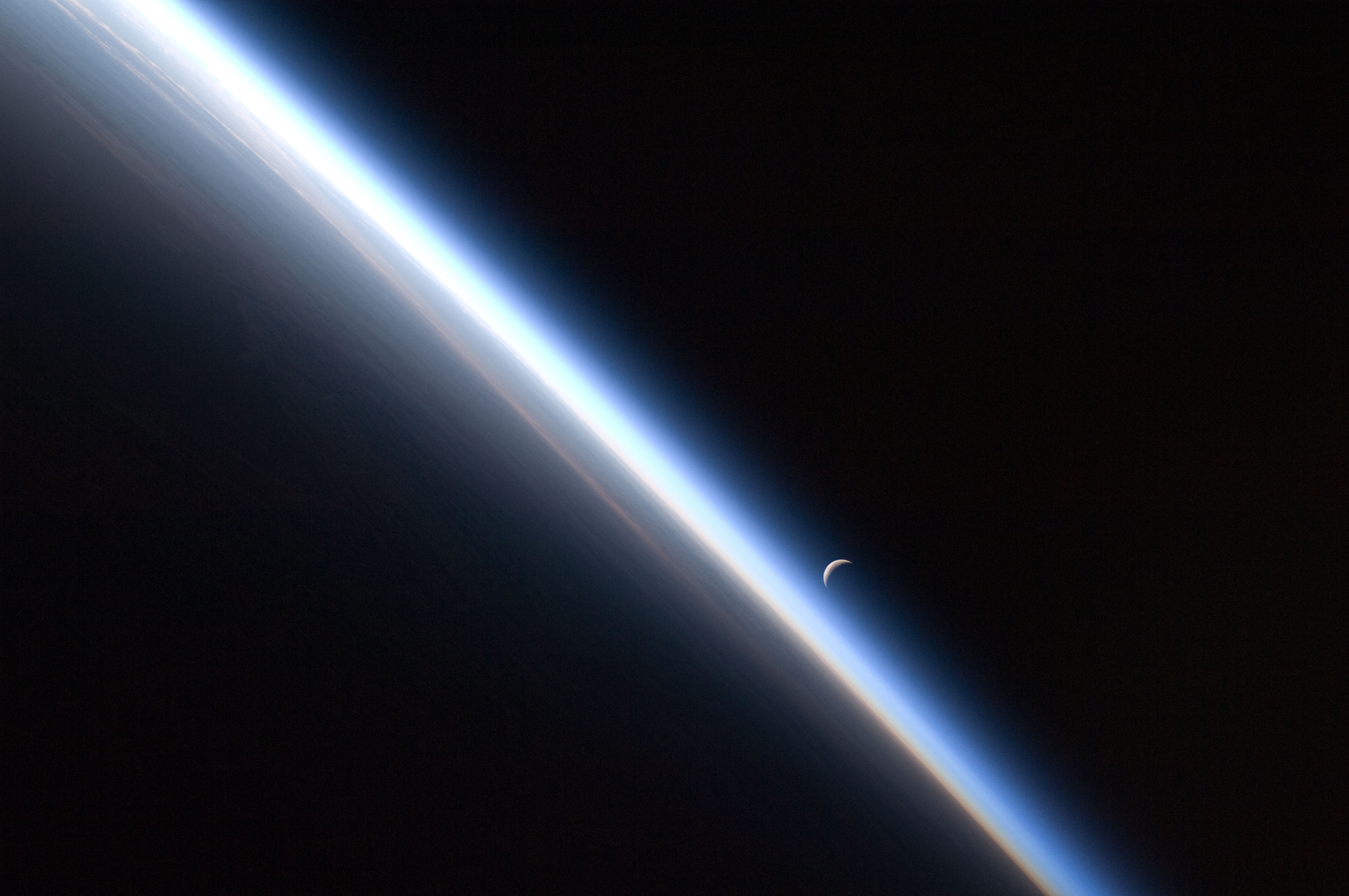
Foto increïble presa sobre el centre d'Àsia
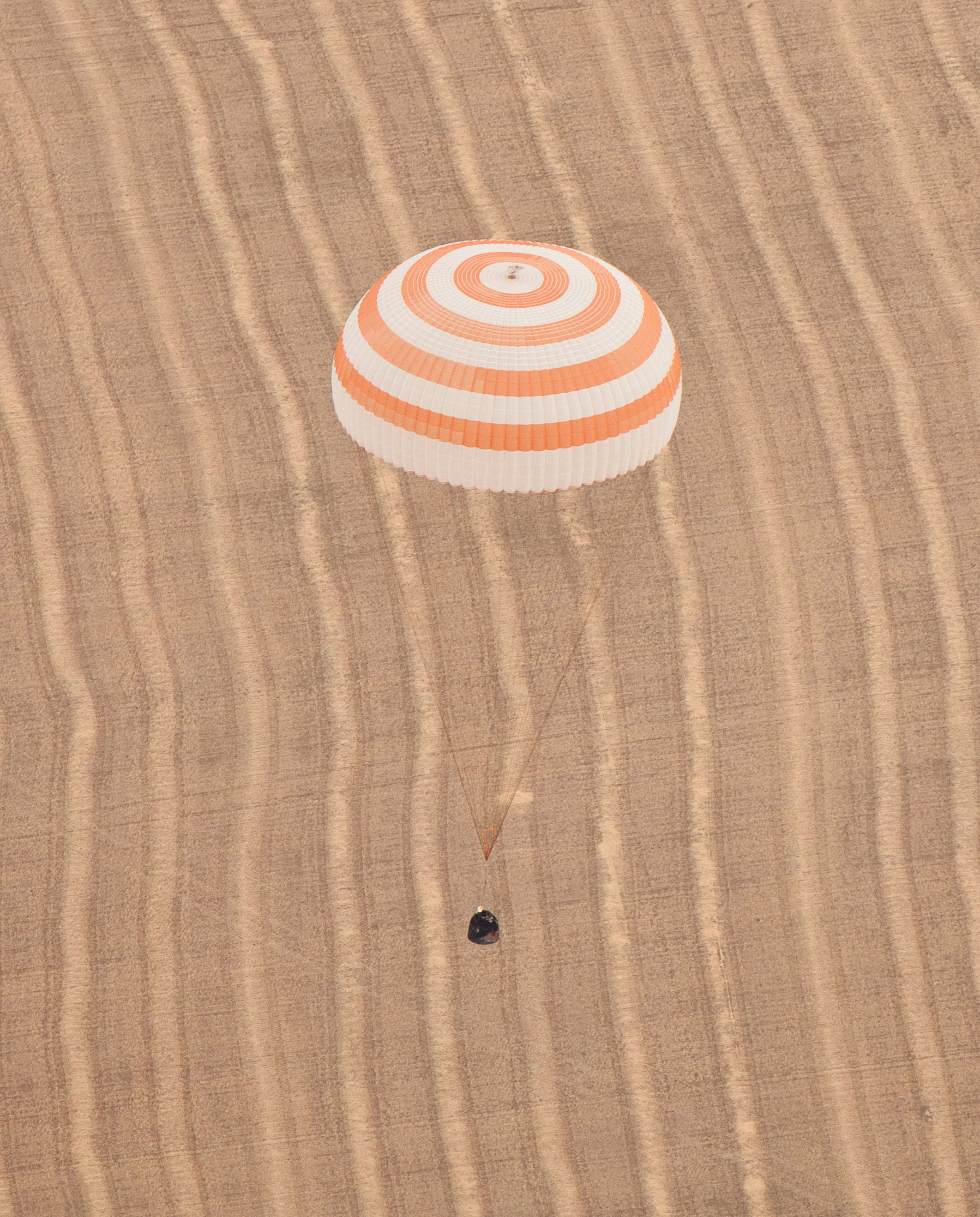
La Soiuz TMA-18 amb el paracaigudes principal desplegat per a l'aterratge en el 25 de setembre de 2010.
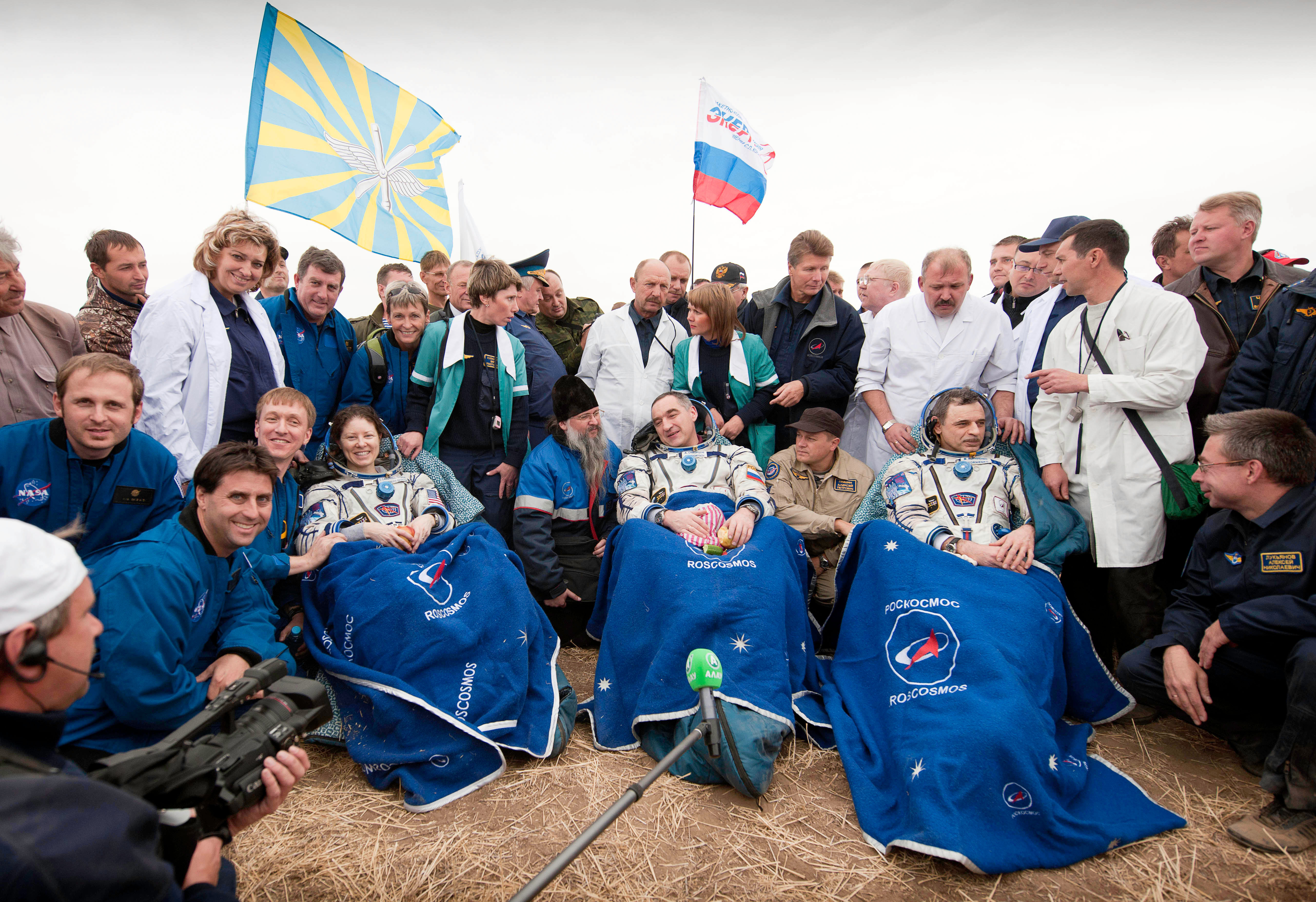
Tracy Caldwell Dyson, Alexander Skvortsov i Mikhaïl Kornienko asseguts en cadires fora de la càpsula Soiuz pocs minuts després d'haver aterrat.